# Safe (serie televisiva)
Safe è una serie televisiva franco-britannica creata da Harlan Coben. La serie è una co-produzione tra Canal+ e Netflix. Viene distribuita dal 10 maggio 2018 da Netflix in tutti i paesi in cui il servizio è disponibile, ad esclusione della Francia, dove va in onda dalla stessa data sul canale C8.

## Trama
La serie racconta la storia di Tom, un chirurgo vedovo e con due figlie adolescenti, che sta soffrendo per la perdita di sua moglie, morta di cancro. Dopo che sua figlia maggiore scompare, Tom finisce per conoscere tutti i segreti delle persone a lui vicine.

## Episodi
| Stagione       | Episodi | Prima TV Francia | Pubblicazione Italia |
| -------------- | ------- | ---------------- | -------------------- |
| Prima stagione | 8       | 2018             | 2018                 |

## Personaggi

### Personaggi principali
- Dottor Tom Delaney, interpretato da Michael C. Hall, doppiato in italiano da Loris Loddi: medico chirurgo vedovo con due figlie adolescenti, la più grande delle quali scompare misteriosamente dopo una festa.
- Jenny Delaney, interpretata da Amy James-Kelly, doppiata in italiano da Emanuela Ionica: 16enne figlia di Tom, scompare misteriosamente dopo una festa.
- Pete Mayfield, interpretato da Marc Warren, doppiato in italiano da Christian Iansante: migliore amico e collega di Tom.
- Ioan Fuller, interpretato da Hero Fiennes-Tiffin, doppiato in italiano da Alex Polidori: amico di Chris, il fidanzato di Jenny, saprà qualcosa della scomparsa della figlia di Tom, cercando di aiutarlo nella sua ricerca.
- Sergente Sophie Mason, interpretata da Amanda Abbington, doppiata in italiano da Barbara De Bortoli: detective, è l'amante di Tom, di cui è anche la vicina di casa. È la madre di Ellen ed Henry Mason, avuti con il suo ex marito Josh.
- Henry Mason, interpretato da Louis Greatorex, doppiato in italiano da Mirko Cannella: figlio adolescente di Sophie e Josh, fratello di Ellen.
- Emma Castle, interpretata da Hannah Arterton, doppiata in italiano da Chiara Gioncardi: giovane detective che diventerà partner di Sophie.
- Neil Chahal, interpretato da Joplin Sibtain, doppiato in italiano da Stefano Alessandroni: padre di Chris e Tilly, il primo di loro è il fidanzato di Jenny.
- Zoe Chahal, interpretata da Audrey Fleurot, doppiata in italiano da Claudia Catani: madre di Chris e Tilly, insegnante scolastica che viene accusata di comportamento inappropriato.
- Chris Chahal, interpretato da Freddie Thorp, doppiato in italiano da Manuel Meli: figlio adolescente di Zoe e Neil, fidanzato di Jenny.
- JoJo Marshall, interpretato da Nigel Lindsay, doppiato in italiano da Simone Mori: padre di Sia, marito di Lauren.
- Lauren Marshall, interpretata da Laila Rouass, doppiata in italiano da Stella Musy: madre di Sia, moglie di JoJo.
- Sia Marshall, interpretata da Amy-Leigh Hickman, doppiata in italiano da Margherita De Risi: figlia adolescente di JoJo e Lauren.

### Personaggi ricorrenti
- Carrie Delaney, interpretata da Isabelle Allen, doppiata in italiano da Arianna Vignoli: figlia più piccola di Tom, sorella di Jenny.
- Josh Mason, interpretato da Emmett J. Scanlan, doppiato in italiano da Gabriele Sabatini: ex marito di Sophie, da cui ha avuto Henry ed Ellen.
- Ellen Mason, interpretata da India Fowler, doppiata in italiano da Chiara Fabiano: figlia adolescente di Sophie e Josh, sorella di Henry.
- Tilly Chahal, interpretata da Imogen Gurney: seconda figlia di Neil e Zoe, sorella di Chris.
- Archie "Bobby" Roberts, interpretato da Milo Twomey: proprietario del bar "Heaven".
- Helen Crowthorne, interpretata da Karen Bryson: vicina di casa dei Delaney.
- Mike Lloyd-Powell, interpretato da Rohan Nedd, doppiato in italiano da Luca Baldini: studente di Zoe ed amico di Chris.
- Darren, interpretato da Raj Paul: agente collega di Sophie ed Emma, lavora in centrale.
- Eric Pratchett, interpretato da Ben Onwukwe: uomo che vive in una casa nel vicinato.

### Guest
- Rachel Delaney, interpretata da Katy Carmichael: defunta madre di Jenny e Carrie e moglie di Tom. Appare in ricordi, foto e filmati d'archivio, essendo precedentemente defunta.

## Distribuzione
La prima stagione è stata distribuita su Netflix dal 10 maggio 2018. Su una possibile seconda stagione, il produttore ha affermato che molto probabilmente non verrà prodotta, terminando quindi la serie dopo un'unica stagione.

## Luoghi delle riprese
La serie è stata girata interamente in Inghilterra tra Manchester, Liverpool e il Cheshire a luglio 2017.